# Terjat
Terjat é uma comuna francesa na região administrativa de Auvérnia-Ródano-Alpes, no departamento Allier. Estende-se por uma área de 18,31 km². Em 2010 a comuna tinha 193 habitantes (densidade: 10,5 hab./km²).